# Giejstuny
Giejstuny (biał. Гейстуны; ros. Гейстуны; hist. również Giejsztuny, Kiejstuny) – wieś na Białorusi, na Białorusi, w obwodzie grodzieńskim, w rejonie oszmiańskim, w sielsowiecie Boruny, około 21 km na południowy wschód od Oszmiany.

## Historia
W XVI wieku Giejstuny były atynencją dóbr Soły należących do Radziwiłłów, po raz pierwszy Giejstuny pojawiają się na kartach historii w 1545 roku. W 1574 roku Anna z Radziwiłłów Kiszczyna (1515–1600, wojewodzina witebska) sprzedała ów majątek Andrzejowi Wolanowi, który w 1577 roku podarował go swemu bratu Jakubowi (1550–?). Rodzina Wolanów mieszkała tu przez 160 lat (bo w latach 1618–1639 majątek należał do Kierdejów), znacznie powiększając te dobra. Jan i Anna z Puttkamerów Wolanowie sprzedali je w 1759 roku Mariannie ze Świętorzeckich Mitkiewiczowej, która z kolei zapisała je swemu wnukowi Tadeuszowi Kościałkowskiemu (1750–?, późniejszemu posłowi, wierszopisowi), który, narobiwszy długów, stracił majątek, który został podzielony między wierzycieli. Giejsuny przypadły dzieciom Jakuba Sakiewicza (?–1783), podczaszego starodubowskiego: Józefowi i Annie. Józef sprzedał Giejsuny w 1800 roku dotychczasowemu ich dzierżawcy, Tadeuszowi Odyńcowi (1781–1833), wicemarszałkowi powiatu (już wtedy ujezdu) oszmiańskiego. Tadeusz skomasował ziemie kilku pozostałych wierzycieli, uzyskując dobra o powierzchni 884 dziesięcin. Po dziale majątku Giejstuny przypadły jego synowi z drugiego małżeństwa, z Teresą Gnatowską, Antoniemu Edwardowi Odyńcowi, który tu się urodził i spędził dziecięce lata, ale zostawszy w 1846 roku właścicielem majątku, dzierżawił go, mieszkając w Warszawie. Po jego śmierci Giejstuny w 1885 roku odziedziczyła jego córka Teresa Chomętowska (1846–1907), która w 1890 roku sprzedała je dwóm miejscowym chłopom, Bobrownickiemu i Kurałowiczowi.
W wyniku reformy administracyjnej w latach 1565–1566 Giejstuny weszły w skład powiatu oszmiańskiego województwa wileńskiego Rzeczypospolitej. Po II rozbiorze Polski w 1793 roku miejscowość znalazła się na terenie powiatu oszmiańskiego (ujezdu) guberni wileńskiej. Po ustabilizowaniu się granicy polsko-radzieckiej w 1922 roku Giejstuny wróciły do Polski, należały do gminy Holszany w powiecie oszmiańskim województwa wileńskiego, od 1945 roku – w ZSRR, od 1991 roku – na terenie Republiki Białorusi.
W 1737 roku mieszkało tu 115 dusz męzkich.
W 1865 roku do wieś w należała do:
- folwarku Brodowszczyzna Gnatowskich, później Niewiarowiczów, później rozparcelowana między włościan[3], gdzie mieszkało 28 dusz rewizyjnych
- Giejstuny Odyńców, 48 dusz rewizyjnych
- Kuszlany Odyńców, 19 dusz rewiz.[4].

W 1900 roku wieś liczyła 154 mieszkańców, 
W 1905 roku wieś liczyła 268 mieszkańców, 495 dzisięcin. Folwark zamieszkiwało 11 mieszkańców, liczył 88 dziesięcin, należał do Bobrownickiego.
Około 500 m na południe od granicy wsi zachował się rodzinny cmentarzyk Odyńców z pomnikiem nagrobnym.
W 1931 wieś w 55 domach zamieszkiwało 312 osób, folwark w 2 domach 23 osoby.
Wierni należeli do parafii rzymskokatolickiej w Holszanach. Miejscowość podlegała pod Sąd Grodzki w Holszanach i Okręgowy w Wilnie; właściwy urząd pocztowy mieścił się w Holszanach.

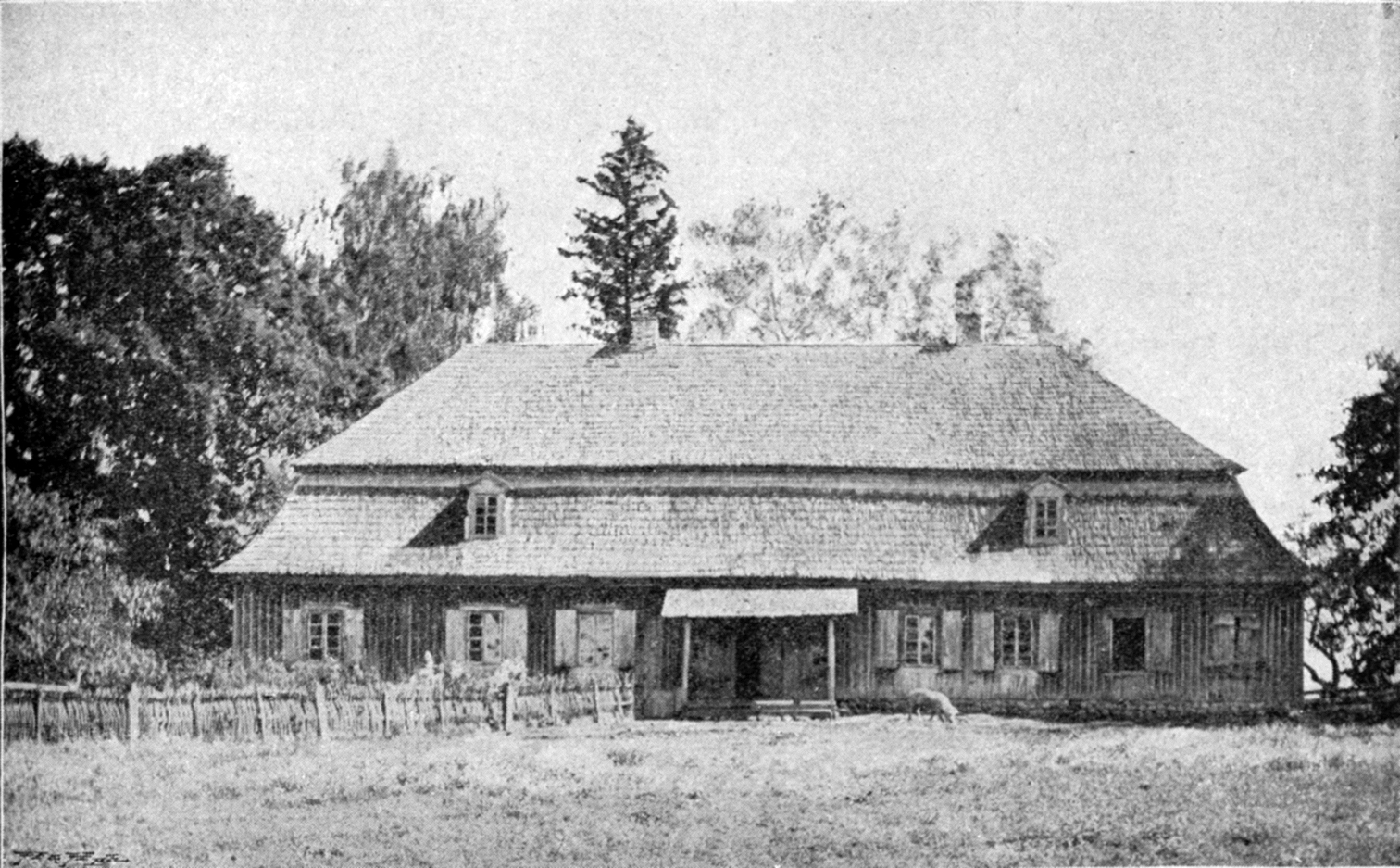
Dwór tuż przed pożarem w 1895 roku

W 2009 roku – 78.

## Dwór Wolanów i Odyńców
W 1759 roku stał w Giejstunach dwór Wolanów, o czym świadczy akt przekazania majątku z tego roku. Tadeusz Odyniec prawdopodobnie wkrótce po 1800 roku rozbudował swą siedzibę. Był to parterowy dom z ciosanego drewna, o wysokim, łamanym dachu czterospadowym, krytym gontem, z dwoma oknami od frontu (szczegóły elewacji ogrodowej nie są znane). Wewnątrz było osiem pokoi i apteczka (pomieszczenie, w którym przechowywano alkohol i leki). Centralne wejście było pod daszkiem wspartym na dwóch cienkich filarach. Dom od strony ogrodowej miał dwa boczne skrzydła, prawdopodobnie dobudowane przez Odyńca. Przed domem był dziedziniec z bramą wjazdową. Na prawo od bramy stał spichlerz, a dalej lamus i inne zabudowania gospodarcze.
Ostatni właściciele połowę domu przeznaczyli na pomieszczenie dla trzody chlewnej. Dwór spłonął na początku 1895 roku. Na miejscu spalonego dworu na przełomie XIX i XX wieku zbudowano znacznie skromniejszy dworek, który przetrwał do dziś.
Ogród spacerowy przemieszany był z sadem. W głębi sadu stała altanka. Po pożarze cały ogród i sad zostały doszczętnie wycięte.
Majątek Giejstuny został opisany w 4. tomie Dziejów rezydencji na dawnych kresach Rzeczypospolitej Romana Aftanazego.